# Hermann Knittel
Hermann Knittel (* 5. Juni 1935 in Konstanz) ist ein deutscher Gymnasiallehrer und Altphilologe.

## Leben und Werk
Hermann Knittels Eltern waren Hermann Knittel, Prokurist der Oberbadischen Verlagsanstalt Merk in Konstanz, und Maria, geb. Kleiner. Auf den Besuch des Heinrich-Suso-Gymnasiums in Konstanz (Abiturjahrgang 1954) folgte ein Studium der Klassischen Philologie und der Germanistik in Freiburg i. Br., das er 1971  mit einer Dissertation über „Vergil bei Dante“ abschloss. Seine Berufslaufbahn führte vom Referendariat an den humanistischen Gymnasien in Offenburg und Freiburg i. Br. über eine erste Anstellung in Hausach i. K. an das Heinrich-Suso-Gymnasium in Konstanz, dem er von 1987 bis zur Pensionierung 1997 im Rang eines Oberstudiendirektors als Direktor vorstand. Daneben ist Knittel publizistisch tätig; am bekanntesten ist seine in drei Auflagen erschienene Übersetzung der Visio Wettini des Heito und Walahfrid Strabo.

## Schriften (Auswahl)
- Heito und Walahfrid Strabo: Visio Wettini. Einführung, lateinisch-deutsche Ausgabe und Erläuterungen. Mit einem Geleitwort von Walter Berschin (= Reichenauer Texte und Bilder. Band 12). 1986; 3., erweiterte Auflage. Mattes, Heidelberg, 2009, ISBN 978-3-86809-013-0.
- Balthasar Wegelin: Comoedia de sancto Conrado confessore, pontifice et patrono Constantiae. Hrsg. und nacherzählt von Hermann Knittel. Eigenverlag, Allensbach 1981.
- Ex historia Constantiae. Lateinische Quellen zur Geschichte der Stadt Konstanz. Ausgewählt und erläutert von Hermann Knittel. Faude, Konstanz 1979. ISBN 3-922305-00-8.
- Das Vincentius-Krankenhaus in Konstanz. Festschrift zur Eröffnung des Erweiterungsbaues am 30. Mai 1975. Redaktion Hermann Knittel. Konstanz, 1975.
- Vergil bei Dante. Beobachtungen zur Nachwirkung des sechsten Äneisbuches. Verlagsanstalt Merk, Konstanz 1971 (Dissertation, mit Lebenslauf auf S. 127).